# 马旭 (1963年)
马旭（1963年—），满族，湖北沙市人，中华人民共和国政治人物、第十二届全国人民代表大会北京地区代表。

## 生平
毕业于华西医科大学医学遗传学专业，加入民建，现任国家人口计生委科学技术研究所所长、首席研究员，国家人口计生委科学技术研究所遗传优生研究中心主任、国家人口计生委出生缺陷干预工程技术研究中心主任。2013年，被选为全国人大代表。2018年2月24日，当选为第十三届全国人大代表。